# 샤를로트 갱스부르
샤를로트 뤼시 갱스부르(프랑스어: Charlotte Lucy Gainsbourg, 1971년 7월 21일 ~ )는 프랑스, 잉글랜드의 배우, 가수, 영화 감독이다. 영국 배우 제인 버킨과 프랑스의 싱어송라이터 세르주 갱스부르 사이에서 태어났다. 아버지가 만든 노래 <Lemon Incest>로 12살에 가수로 데뷔했고, 20여년이 지난 후 《5:55》, 《IRM》, 《Stage Whisper》, 《Rest》 앨범들을 발표하여 좋은 평가를 받았으며 상업적으로도 성공했다. 1984년 영화 《사랑할 때와 이별할 때》로 데뷔하였다. 2009년 라스 폰 트리에 감독 영화 《안티크라이스트》를 통해 칸 영화제 여자배우상을 수상했다.

## 성장 배경

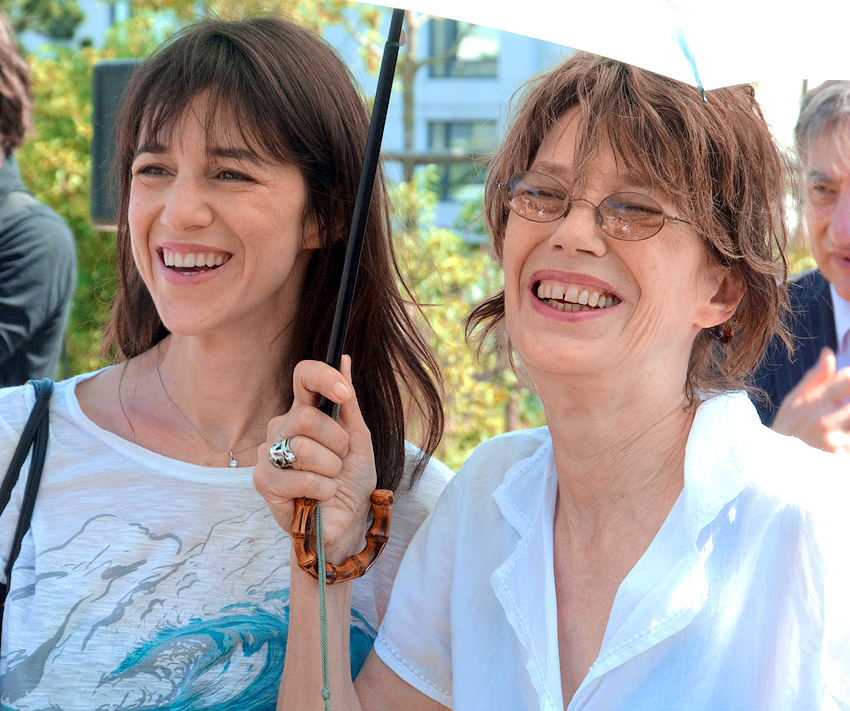
어머니 제인 버킨과 함께 있는 샤를로트 갱스부르 (2010년)

샤를로트 갱스부르는 1971년 7월 21일 런던에서 영국 배우이자 가수인 제인 버킨과 프랑스 배우이자 싱어송라이터인 세르주 갱스부르 사이에 태어났다. 당시 샤를로트의 부모는 최고의 전성기를 누리고 있을 때였는데 샤를로트가 태어나기 몇 년 전에 둘은 성적으로 노골적인 노래 <Je t'aime... moi non plus>을 만들어 뉴스 헤드라인을 장식했고 이후 질풍노도와 같은 관계와 함께 만든 작품들로 인해 악명을 떨치고 있었다. 그렇기에 샤를로트의 출생과 어린 시절은 언론에 많이 노출될 수 밖에 없었다.
출생시 아버지의 예명인 갱스부르(Gainsbourg)로 성을 했었으나 18세 때 그녀는 아버지의 본래 합법적 성인 긴스버그(Ginsburg)로 바꾸었다. 다만 직업적으로는 계속 갱스부르를 사용하고 있다.
외할머니는 배우인 주디 캠벨이고 삼촌은 극작가이 앤드류 버킨으로 샤를로트가 출연한 영화 <시멘트 가든>을 감독하기도 했다. 또한 연극과 오페라 감독인 소피 헌터와는 사촌 지간이다. 아버지는 유대인이고 어머니는 개신교 배경을 갖고 있다. 파리와 스위스에서 학교를 다녔다. 불어가 모국어이며 영어도 유창하게 한다.
어머니의 첫 번째 남편이었던 존 배리 사이의 딸인 케이트 배리와 함께 파리에서 자라났다. 케이트는 2013년 창문에서 추락하여 사망했다. 버킨은 자신들은 다소 자녀들을 방치하는 부모였다며 종종 밤에 나가서 파티와 술을 즐겼다고 했다. 샤를로트에게는 남동생이 있었는데 아버지와 밤부 사이에서 1986년 태어난 루시엔 "룰루"이다. 또한 아버지의 두 번째 결혼 상대인 프랑소와 팬크라치 사이에 두 명의 손위 형제자매가 있다.
1980년 부모의 관계가 틀어지고 어머니가 감독인 자크 두아용과 함께 하게 되면서 1982년 이복 자매인 루 두아용이 태어났다. 샤를로트는 1985년 새아버지와 영화 <The Temptation of Isabelle>와 1992년 <Amoureuse>를 함께 작업했고 두 번째 영화에서 미래의 연인인 이반 아탈과 만나게 된다.
1987년에는 납치 사건의 피해자가 될 뻔했지만 납치범들의 엉성함으로 인해 무산되었다.
부모가 결별한 이후 아버지는 술에 쩔어 살게 되었고 결국 1991년에 심장마비로 사망하고 만다. 샤를로트는 이후에도 아버지의 예술적 유산을 보존하는 일에 애를 썼고 아버지의 집을 박물관으로 만드려는 꿈을 꾸었지만 결국에는 그만두고 현재는 집을 사적으로 사용하고 있다.

## 경력

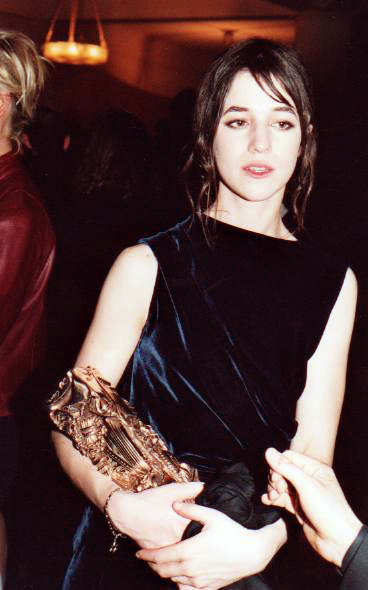
2000년 25회 세자르상에 참석한 샤를로트 갱스부르

### 영화
부모가 모두 영화인들이었던 샤를로트 갱스부르는 사실상 영화 세트에서 자라났다. 샤를로트는 엄마가 자신을 연기로 몰아넣었다고 했는데 어머니 버킨은 그녀가 배우가 되고 싶어한다고 확신했고 그래서 1984년 영화 <사랑할 때와 이별할 때>에 카트린 드뇌브의 딸 역으로 나오도록 했다. 이것이 샤를로트의 영화 데뷔작이다.
1986년 샤를로트는 영화 <귀여운 반항아 >로 세자르상에서 수여하는 "가장 촉망되는 여배우"상을 받았고 같은 해에 아내와 사별한 남자의 십대 딸을 향해 근친상간적 욕망을 다룬 영화 <샤를로트 포에버>에 출연했다. 아버지인 세르주 갱스부르가 각본과 감독을 맡았을 뿐 아니라 아버지역으로 출연했고 또한 같은 주제로 아버지와 함께 부른 주제곡이자 샤를로트의 데뷔 곡이기도 한 <Lemon Incest>로 인해 자전적인 내용이 아니냐는 논란을 낳기도 했다.
1988년에는 어머니와 함께 영화 <아무도 모르게>, 그리고 다큐멘터리 <아녜스 V에 의한 제인>에 출연했다. 1993년에 처음으로 대사가 영어로 된 영화 <시멘트 가든>을 찍었는데 삼촌인 앤드류 버킨이 감독이었다. 1996년에는 <제인 에어>에 출연했고 2000년에는 <크리스마스 트리>로 세자르상 "최우수 여우 조연상"을 받았다.
2003년에는 영화 <21그램>에 나오미 왓츠, 숀 펜, 베니시오 델 토로와 함께 출연했고 2006년에는 미셸 공드리 감독의 영화 <수면의 과학>에, 2007년에는 밥 딜런의 일생을 다룬 영화 <아임 낫 데어>에 출연하며 사운드트랙에 들어간 밥 딜런의 곡 <Just Like a Woman>을 부르기도 했다. 2009년에는 영화 <안티크라이스트>로 칸 영화제에서 최우수 여배우상을 받았다. 그리고 프랑스/호주 제작진이 만들고 2010년 개봉한 영화 <더 트리>와 라르스 폰 트리어 감독의 공상과학 영화 <멜랑콜리아>에 출연했다. 2012년에는 62회 베를린 국제 영화제에 심사위원으로 참여했다. 2012년 5월에는 영국 음악인인 피트 도허티와 함께 찍은 영화 <컨페션 오브 어 차일드 오브 더 센트리>가 개봉되었다.
라르스 폰 트리어 감독과 두 번째로 작업한 2013년 영화 <님포매니악>에서 주연을 맡았는데 상영 시간이 다섯 시간 반으로 성중독자의 어린시절부터 중년에 이르는 삶을 다루었다. 이 역을 맡기를 주저했던 이유에 대해 그녀는 "베드 신은 그리 어렵지 않았다. 다만 내 역할은 모두 피학대 성욕 도착증적인 것들이어서 당혹스러웠고 약간은 굴욕적이었다"고 했다.
2014년 출연한 영화 <웰컴, 삼바>로 뤼미에르 어워드의 최우수 여배우상 후보에 올랐다. 그리고 1996년 영화 <인디펜던스 데이>의 후속편 <인디펜던스 데이: 리써전스>에 카트린 마르소 박사 역을 맡았고 2017년에는 마이클 패스벤더, 레베카 페르구손과 함께 범죄 스릴러 영화인 <스노우맨>에 출연했다. 2020년에는 <콜 마이 에이전트!> 시즌 4에 본인의 역할로 카메오 출연하기도 했다.

### 음악

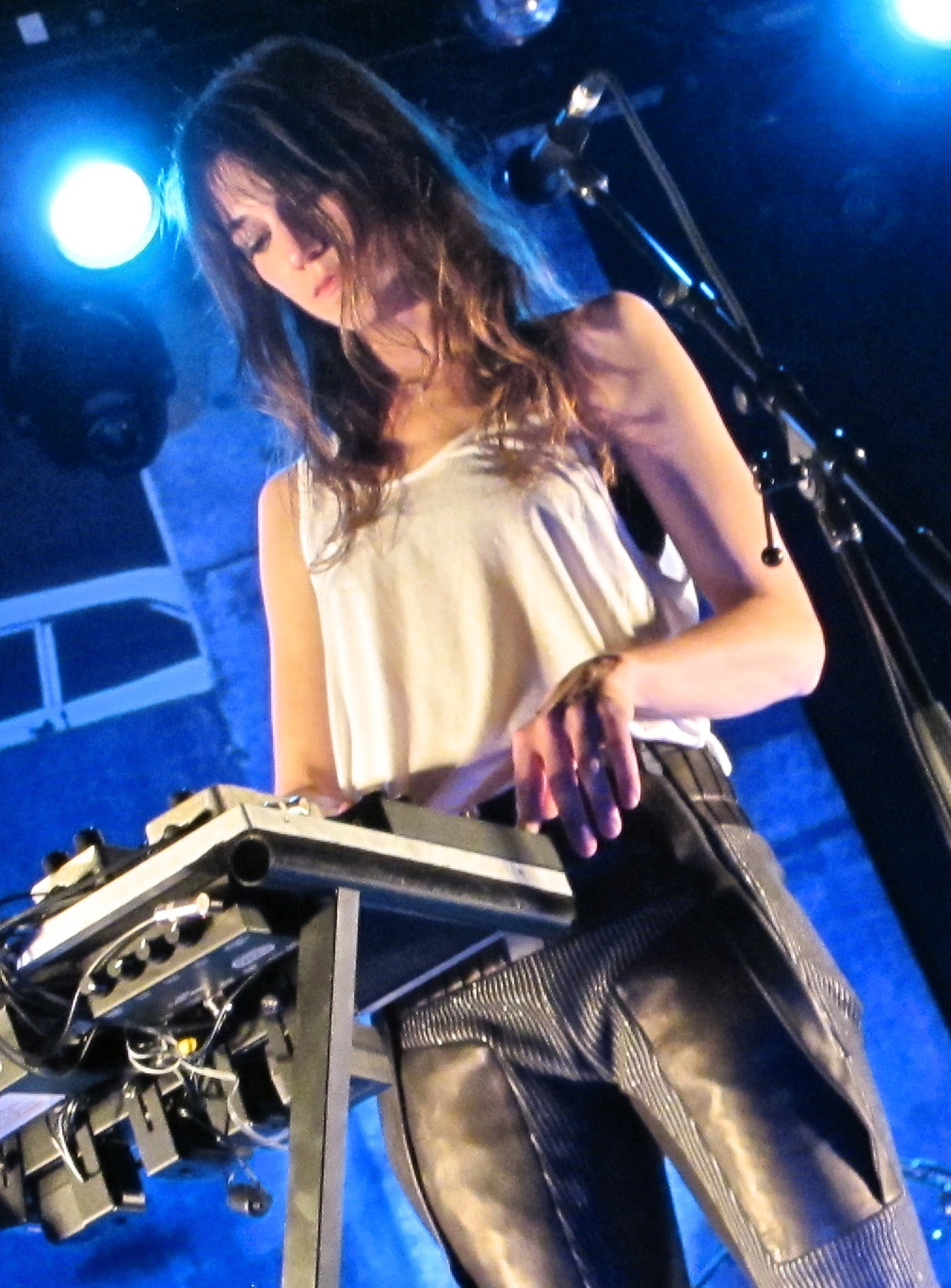
뉴욕시 웹스터홀에서 공연 중인 샤를로트 갱스부르 (2010년 4월)

샤를로트 갱스부르의 음악 데뷔는 1984년 많은 논란을 낳았던 곡 <Lemon Incest>였다. 아버지 세르주와 함께 불렀던 곡으로 아버지와 딸 사이의 근친상간적이고 소아성애적 암시가 담겨있었고 사람들로 이 내용이 자전적인 것이라는 의구심을 갖도록 했다. 당시 13세였던 샤를로트는 나중에 자신은 막 기숙학교에 입학했었고 나이가 들기 전까지는 이 노래의 내용이 논란적이라는 것을 몰랐다고 했다.
1986년 아버지가 제작한 데뷔 앨범 《Charlotte for Ever》가 발매되었다. 2000년에는 마돈나의 앨범 《Music》 수록곡인 <What It Feels Like for a Girl>의 모티브가 되었던 영화 <시멘트 가든>에서 샤를로트가 했던 긴 독백이 삽입되었다.
2000년에 사운드워크 콜렉티브 위드 패티 스미스의 앨범 《Peradam》의 수록곡 <The Four Cardinal Times>에 참여했고 2004년에는 프랑스의 팝스타 에티엔느 다호의 싱글 <If>을 듀엣으로 불렀다.
두 번째 앨범 《5:55》가 2006년에 나와 호평을 받으며 상업적으로도 성공하여 프랑스 차트를 석권하며 플래티넘의 판매고를 보였고 영국에서는 앨범 차트 78위, 싱글 <The Songs That We Sing>은 129위에 오르면서 어느 정도의 성공을 거두었다. 데뷔 앨범 이후 20년 만에 앨범을 낸 것에 대해 그녀는 아버지의 죽음과, 그 없이 음악 활동을 하는 것에 주저했기 때문이었다고 했다.
2009년 말에 벡이 제작을 맡은 세 번째 앨범 《IRM》이 출시되었는데 영화 <안티크라이스트> 촬영했던 경험이 큰 영향을 미쳤다고 한다. 앨범 제목은 2007년에 있었던 머리 부상 때문에 했던 MRI 촬영에서 비롯되었다(MRI가 불어로는 IRM이다). 뇌 촬영을 하는 동안 그녀는 음악에 대해 생각하기 시작했다고 한다. "기계 안으로 들어가자 음악에 대해 생각할 수 있는 도피처가 되었다. 리듬이었다. 혼돈이었다."
앨범 수록곡인 <Heaven Can Wait>는 2010년 3월 스타벅스의 주간 아이튠즈 곡으로 뽑혔고 <Trick Pony>는 <그레이스 아나토미>의 시즌 6, 에피소드 16의 시작 부분에 쓰였고 FIFA 11 사운드트랙에 포함되었으며 2012년 슈퍼모델 아드리아나 리마가 나오는 텔레플로라의 수퍼볼 광고에 사용되었다.
2011년에는 《IRM》에 미수록된 곡들과 라이브 음원을 모은 더블 앨범 《Stage Whisper》를 발매했고 2013년에는 자신이 주연한 영화 <님포매니악>에 삽입된 사운드트랙으로 벡과 함께 녹음한 <Hey Joe> 커버 버젼을 내놓았다. 그녀의 음악에 영향을 받은 토베 로는 샤를로트의 앨범 《IRM》의 단순하면서도 독특한 가사를 통해 새로운 세계를 보았고 자신의 음악 활동에 있어 가장 큰 영감을 주었다고 했다.
2014년 이후, 샤를로트 갱스부르는 청각을 잃은 이들에게도 동등한 기회와 질 좋은 삶을 제공하기 위한 히어 더 월드 재단의 홍보 대사로 봉사하고 있으며 재단의 2014년 달력에도 나오며 후원하고 있다.
다섯 번째 앨범 《Rest》 제작을 위해 4년 동안 주로 뉴욕에서 제작자 세바스티안과 작업했는데 알콜중독을 주제로 아버지 세르주 갱스부르와 이복 누이 케이트 배리의 죽음 이후의 감정들을 다루었다. "이 앨범은 방향을 다르게 잡았다. 나의 슬픔의 감정들 뿐 아니라 분노도 표출하고 싶었다"고 샤를로트는 설명했다. 가사는 영어와 불어로 쓰여졌다. 2017년 9월 본인이 직접 감독을 맡은 <Rest>와 <Deadly Valentine> 뮤직 비디오가 선보였는데 여기에는 그녀의 아이들도 출연했다. The album was released on 17 November 2017. 앨범은 11월에 발매되었다. 2019년에 샤를로트는 제작자인 세바스티안의 두 번째 앨범인 《Thirst》에 참여하기도 했다.
2020년 11월 말에 샤를로트는 자신의 소셜 미디어에 세가 보데가라는 예명으로 활동하는 제작자 살바도르 나바레트와 함께  레코딩 스튜디오에서 작업하는 사진들을 올렸는데 나바레트는 녹음 세션에 대해 "아름다운 사운드다"라고 했다.

## 사생활
샤를로트 갱스부르의 오랜 연인이자 파트너는 이스라엘계 프랑스 배우이자 감독인 이반 아탈로 1991년 영화 <Aux yeux du monde>를 통해 만나게 되었다. 둘은 결혼하지 않았는데 자신의 부모들도 그랬던 것이 샤를로트에게 주저하도록 만드는데 기여했던 것으로 보인다. 아탈은 2013년 6월 19일 프랑스 국민훈장을 받는 식장에서 공개적으로 청혼을 했다. 그리고 이후 2014년 4월에 아탈은 둘은 아직 결혼하지 않았으며 그럴 계획은 없다고 했다. 둘 사이에는 아들 하나 딸 둘이 있다. 갱스부르는 자신을 유대인으로 여기고 있으며 남편의 가족과 함께 유대 명절을 지키고 있다.
샤를로트는 런던에서 태어나기는 했으나 대부분의 삶을 파리에서 보냈고 이복 누이인 케이트 배리가 사망한 이후 2013년에 가족들과 함께 뉴욕으로 이주했다가 2020년 다시 파리로 돌아왔다.
2007년 9월에 갱스부르는 파리 병원에 응급으로 입원하였고 뇌일혈 수술을 받았는데 그 몇 주 전에 미국에서 워터스키를 타다가 사고가 난 이후 두통에 시달렸었었다.

## 출연 작품
- 사랑할 때와 이별할 때 (1984)

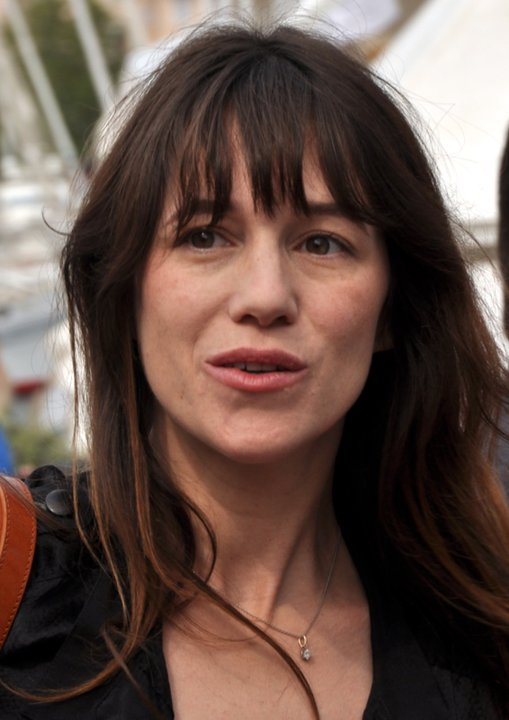
2011년 칸 영화제에 참석한 갱스부르

- 귀여운 반항아 (1985, L'Effrontée)
- 이자벨의 유혹 (1985, La Tentation d'Isabelle)
- 아무도 모르게 (1988)
- 귀여운 여도적 (1988, La Petite Voleuse)
- 밤에도 태양이 (1990, Il sole anche di notte)
- 감사한 삶 (1991, Merci la vie)
- 엄청난 피곤 (1994)
- 안나 오즈 (1996, Anna Oz)
- 제인 에어 (1996)
- 러브 에세트라 (1996, Love, etc.)
- 크리스마스 트리 (1999, La Bûche)
- 펠릭스와 룰라 (2001, Félix et Lola)
- 21그램 (2003)
- 해피리 에버 애프터 (2005)
- 레밍 (2005, Lemming)
- 수면의 과학 (2006)
- 황금의 문 (2006)
- 결혼하고도 싱글로 남는 법 (2006)
- 아임 낫 데어 (2007)
- 안티크라이스트 (2009)
- 멜랑콜리아 (2011)
- 님포매니악 (2013)
- 웰컴, 삼바 (2014)
- 나쁜 사랑 (2014)
- 여인공화국의 재키 (2014, Jacky au royaume des filles)
- 인디펜던스 데이: 리써전스 (2016)
- 이스마엘의 유령 (2017)
- 스노우맨 (2017) - 라켈 역
- 아이 씽크 위아 얼론 나우 (2018)
- 룩스 에테르나 (2019)
- 썬다운 (2021)
- 페일 블루 아이 (2022)
- 페니키안 스킴 (2025) - 코르다의 전 부인

## 음반 목록
- Charlotte for Ever (1986)
- 5:55 (2006)
- IRM (2009)
- Stage Whisper (2011)
- Rest (2017)

## 수상 내역
- 1985년 세자르 영화제 신인여우상
- 2000년 세자르 영화제 여우주연상
- 2009년 칸 영화제 여우주연상